# Gare de Quittebeuf
La gare de Quittebeuf est une gare ferroviaire, fermée, de la ligne d'Évreux-Embranchement à Quetteville, située sur le territoire de la commune de Quittebeuf, dans le département de l'Eure en région Normandie.

## Situation ferroviaire
Établie à 141 mètres d'altitude, la gare de Quittebeuf était située au point kilométrique (PK) 123,097 de la ligne d'Évreux-Embranchement à Quetteville, entre la gare de Bacquepuis et la halte de Sainte-Colombe-la-Campagne. 
Elle disposait de deux voies et de deux quais.

## Histoire
La section d'Évreux à Glos-Monfort a été déclarée d'intérêt public le 8 août 1873, et a été mise en service en deux étapes : le 2 janvier 1888 entre Évreux et Le Neubourg, comprenant la gare de Quittebeuf, et le 1er juillet 1888 jusqu'à Glos-Montfort. La ligne est fermée aux voyageurs le 26 septembre 1969 et le trafic marchandises est supprimé entre Évreux et Le Neubourg le 30 novembre 1990, ce qui entraîne la fermeture définitive de la gare. La section d'Évreux au Neubourg est déclassée le 11 juillet 1994.

## Patrimoine ferroviaire
Le bâtiment voyageurs d'origine est toujours présent, réaffecté, il comprend désormais des logements.  